# 都城市立川東小学校
都城市立川東小学校（みやこのじょうしりつ かわひがししょうがっこう）は、宮崎県都城市下川東二丁目にある公立の小学校。

## 概要
歴史
1982年（昭和57年）に都城市立祝吉小学校から分離される形で創立。2022年（令和4年）には創立40周年を迎えた。
校章
1982年（昭和57年）制定。桜の花弁と五芒星を組み合わせたものを背景にして、中央に校名である「川東」（縦書き）の文字を配している。
校歌
1983年（昭和58年）制定。作詞は刀坂守信、作曲は有馬俊一による。歌詞は3番まであり、各番の歌詞中に校名の「川東」が登場する。
通学区域
都城市のうち、「上川東一～四丁目、下川東一～四丁目」。
中学校区は都城市立祝吉中学校。

## 沿革
- 1982年（昭和57年）
  - 4月1日 - 都城市立祝吉小学校から「都城市立川東小学校」（現校名）が分離。祝吉小学校から389名の児童が転入。総児童数515（入学生を含む）、職員数21。
  - 6月30日 - プールが完成。
  - 9月9日 - 校章を制定。
- 1983年（昭和58年）3月3日 - 校歌を制定。
- 1984年（昭和59年）2月 - 増築校舎が完成。
- 1995年（平成7年）3月 - 新校舎が完成。
- 1997年（平成9年）9月 - 運動場を全面整備。
- 2000年（平成12年）4月 - 特殊学級「やまもも学級」を新設。

## 交通アクセス
最寄りの鉄道駅
- JR九州 日豊本線・えびの高原線 「都城駅」

最寄りのバス停留所
- 宮崎交通バス（宮交バス）「川東」停留所

最寄りの幹線道路
- 国道269号

## 周辺
- 川東さくらんぼこども園
- 都城市上下水道局
- 川東浄水場
- 大淀川